# Colmenar de Montemayor
Colmenar de Montemayor – gmina w Hiszpanii, w prowincji Salamanka, w Kastylii i León, o powierzchni 39,98 km². W 2011 roku gmina liczyła 200 mieszkańców.